# Almindelig pastinak
Pastinak (Pastinaca sativa) stammer fra Central- og Sydeuropa, hvor den stadig vokser vildt i sin oprindelige form. Den har været dyrket i flere tusind år og har været en væsentlig del af hverdagskosten i dette område.
I Danmark har vi kendt pastinak siden middelalderen, hvor den blev benyttet som lægeurt.
Pastinakken har en vis lighed med persillerod, men den er både større og grovere. Smagen er kraftigt svingende fra sød til skarp.
Pastinak indeholder en del B2-, C- og E-vitamin og niacin.
Hele planten indeholder en giftig plantesaft, som kan forårsage forbrændinger, og ved tilberedelse af vild pastinak skal man passe på ikke at få saften på sig.
Dyrket pastinak er en forædlet art med større rod, og mindre giftig saft. Den kan anvendes revet, rå, bagt, stuvet, i sammenkogte retter, gratiner og supper.
Pastinak blev tidligere karakteriseret af Miljøstyrelsen som en invasiv art i Danmark, men planten blev fjernet fra listen over invasive arter i 2023 da den ikke længere betragtes som en trussel mod den danske natur.